# The Baths
The Baths is een nationaal park in het zuidwesten van het eiland Virgin Gorda in de Britse Maagdeneilanden. Het bevat granieten rotsblokken rond een strand waarbij sommige rotsblokken grotten vormen. Sinds 1990 is het beschermd als een nationaal park.

## Overzicht
The Baths is ongeveer 50 miljoen jaar geleden ontstaan door de langzame afkoeling van magma dat niet de oppervlakte had bereikt, en een harde granietlaag vormde. Door stijging van het land kwam de laag naar de oppervlakte en werd door de zee en wind geërodeerd. De rotsblokken zijn schijnbaar willekeurig verspreid over het strand en de zee. Sommige liggen hoog opgestapeld op het land of vormen grotten. De rotsblokken hebben een maximale diameter van 12 meter.
The Baths heeft zich ontwikkeld tot een van de belangrijkste toeristische trekpleisters van het eiland, en is tegen betaling te bezoeken. In het zuidelijk gedeelte van het park bevindt zich Neptune’s Hideaway, een rotsblok met een gat in het midden. Er is een eenvoudig wandelpad aangelegd vanaf het zuiden van Spanish Town.

## Galerij

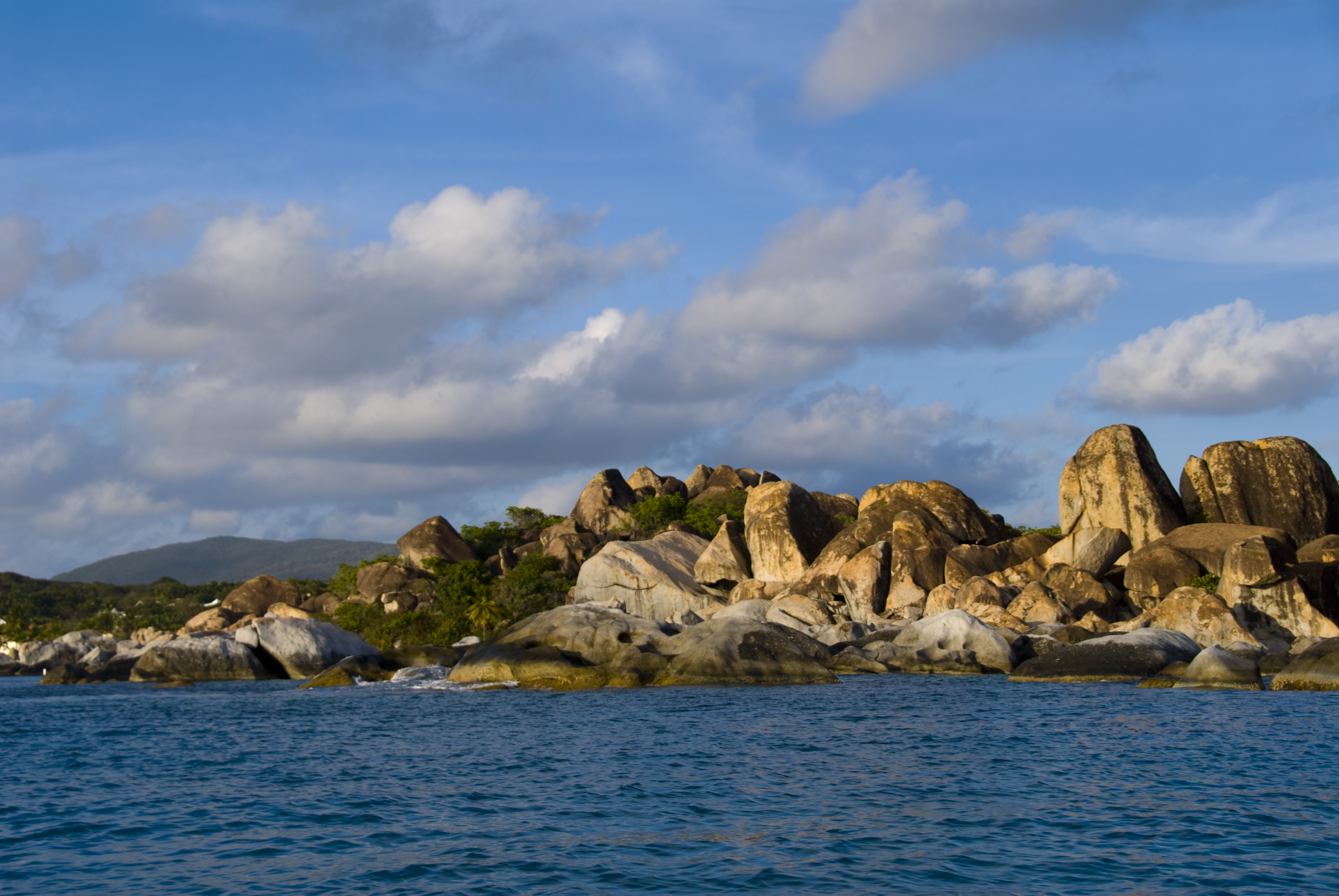
The Baths gezien vanaf de zee
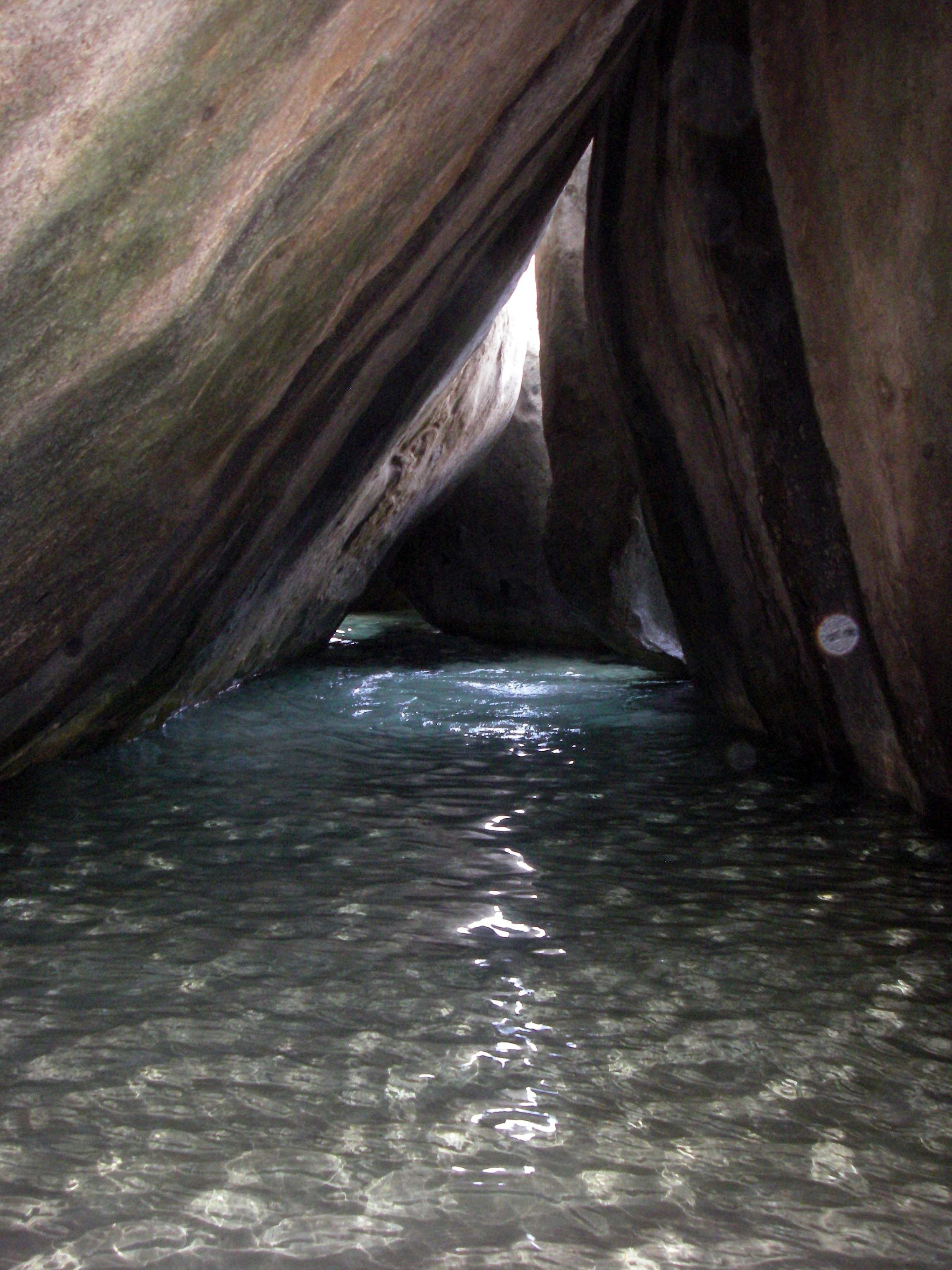
Grot in The Baths
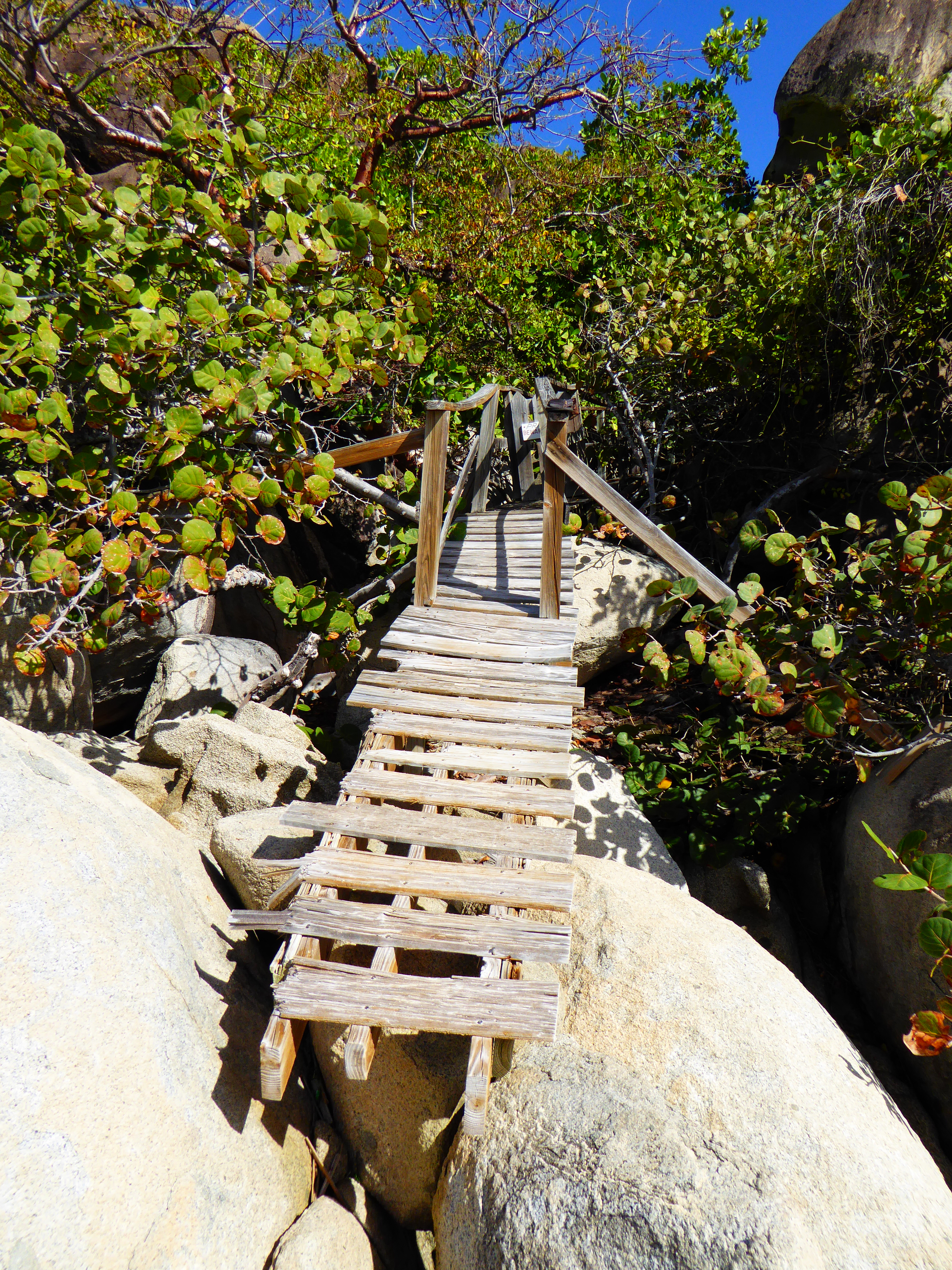
Brug over de rotsblokken
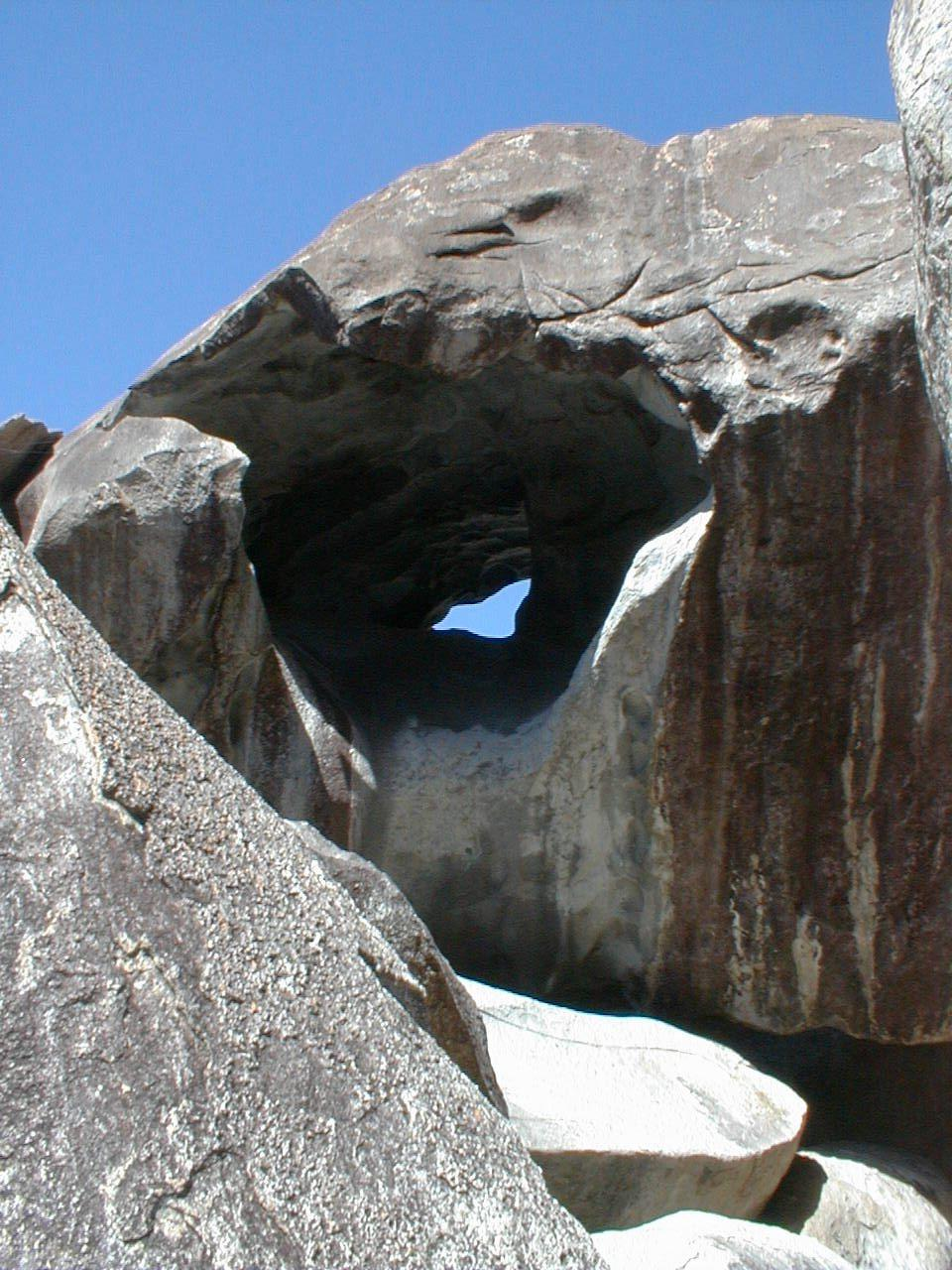
Neptune’s Hideaway